# Xenostylos
Xenostylos — вимерлий рід опосумів (Didelphimorphia). Викопні рештки знайдені на острові Сімор.